# Frontière entre la République centrafricaine et le Tchad
La frontière entre la Centrafrique et le Tchad est une frontière internationale continue longue de 1 197 kilomètres séparant la République centrafricaine et le Tchad en Afrique.

## Tracé
Elle est en partie constituée des rivières Bahr Aouk, Nana Barya et Pendé.